# Jedle Fargesiho
Jedle Fargesiho (Abies fargesii) je jehličnatý strom z čeledi borovicovité, podčeledi jedlové, z rodu jedle, původem z Číny.

## Popis
Stálezelený, jehličnatý strom dorůstající do výšky 35–65 m. Koruna pyramidální nebo kuželovitá. Kmen válcovitý. Borka hladká, šedá, později šedohnědá a šupinovitá. Letorosty červenohnědé. Jehlice 1–4,5 cm dlouhé a 2–3,5 mm široké, spirálovitě uspořádané, zelené seshora, bílozelené vespod. Samčí šištice žluté. Šišky 5–9 cm dlouhé, 3–4 cm široké, válcovité, zpočátku purpurově namodralé, dozráváním hnědočervené.

## Příbuznost
Existuje ve 3 (dle některých botaniků ve 4, názory se různí) varietách:
1. Abies fargesii varieta fargesii,
2. Abies fargesii varieta faxoniana,
3. Abies fargesii varieta sutchuensis.

Jedle Fargesiho je také blízce příbuzná s jedlí Abies fanjingshanensis – nicméně Abies fanjingshanensis je podle některých botaniků považována za pouhou další varietu jedle Fargesiho to znamená: (4.)Abies fargesii varieta fanjingshanensis.

## Výskyt
Domovinou stromu je Čína (provincie Che-nan, město na úrovni provincie Čchung-čching, provincie S’-čchuan, provincie Šen-si, provincie Kan-su, provincie Chu-pej).

## Ekologie
Strom se vyskytuje v horských podmínkách, v nadmořských výškách 2000–4000 m. Má rád studené a vlhké klimatické podmínky.

## Využití člověkem
Strom je často kácen pro dřevo používané ve stavebnictví, jeho populace je poměrně hojná, není bezprostředně ohrožen, nicméně jeho populace má klesající tendenci, také pro poškození způsobená kyselými dešti. Pro přílišné kácení byl poslední dobou zaveden zákaz kácení jedle Fargesovy.